# Осип Андреевич (князь дорогобужский)
Осип (Иосиф) Андреевич (ум. 1530) — последний самостоятельный князь дорогобужский, московский воевода и наместник во времена правления Ивана III Васильевича и Василия III Ивановича.
Младший сын князя Андрея Дмитриевича, брат князя Георгия Андреевича. Имел братьев, князей Юрия и Ивана по прозванию «Милослав» известных по родословным.

## Биография

### Служба Ивану III
В 1481 году послан великим тверским князем Михаилом Борисовичем в качестве воеводы тверских войск, участвовал в походе великого князя московского Ивана ІII на реку Угру против хана Ахмата.
Летом 1485 года, видя слабость тверского князя, отъехал в Москву и получил от Ивана III в вотчину-кормление Ярославль, где стал наместником. С этого времени он усердно служил великому князю Московскому и по его поручению совершил много походов. В этом же году участвует в походе против Казанского ханства.
В апреле 1487 года он участвовал вторым воеводой большого полка в судовой рати в походе на Казань для водворения там царём Магмет-Аминя, подручника великого князя Ивана III. Осада была длительной, но успешной и 09 июля русское войско берёт Казань.
В июне 1489 года вместе с другими воеводами, под начальством князя Даниила Щени, ходил вторым воеводою Большого полка против Вятки «за их не исправления» и 16 августа участвовал во взятии Хлынова, приводят к присяге жителей города и вятской земли, а крамольников казнят.
В 1492 году был воеводою тверских войск на берегу Оки.
В 1493 году участвовал в походе на Литву и в том же году был первым воеводой в Можайске и береговым воеводой.
В 1495 году он получил сан боярина, потерял Ярославль, но получил поместье в Новгородских землях. В этом же году участвовал в государевом новгородском походе выйдя с войском из Твери.
В августе 1496 года, командуя передовым полком, ходил в шведский поход и был при осаде Выборга.
В 1499 году воевода в походе из Твери на Речь Посполитую, после первый воевода войск правой руки в Можайске.
В 1500 году под начальством князя Даниила Щени ходил в поход против литовцев, отражает нападение литовцев у реки Полна в Карельской земле, откуда отправляется к Рославлю и 14 июля отличился в знаменитой битве с войсками князя острожского при Ведроше, в качестве воеводы Передового полка.
Осенью 1501 года послан с полком войск правой руки воевать «немецкие земли».
В сентябре 1502 года участвовал в качестве первого воеводы войск правой руки Передового полка в составе 18-тысячного войска в походах из Новгорода против ливонцев. В 50 верстах к югу от Изборска на озере Смолино (сов. озеро Городищенское) принимает участие в бою.
В конце XV века в Новгородской земле за ним во владении была слободка Никольская в Стучеве в Бежецкой пятине всего 45,5 обеж.

### Служба Василию III
Летом 1506 году четвёртый воевода в Нижнем Новгороде.
В 1530 году послан воеводою к Казани, где в бою с казанцами 16 июля погиб.

## Семья
От брака с княжной Анастасией Михайловной, дочерью Михаила Андреевича, последнего великого князя верейского, правнучка Дмитрия Донского, и по этому браку князь Осип Андреевич находился в свойстве с князьями Московского дома.
Имел детей:
- Ивана Пороша — воевода, в 1552 году погиб под Казанью, повторив участь отца.
- Дочь Ирина — выдана замуж за боярина и князя Ивана Фёдоровича Овчину Телепнева-Оболенского[4], фаворита Елены Васильевны Глинской. В октябре 1542 года дала вклад 50 рублей по отцу в Троице-Сергиев монастырь[5].

Потомки его были служилыми князьями.

## Критика
В «Русской родословной книге» А. Б. Лобанова-Ростовского жена князя Осипа Андреевича названа — Марией. В этом же источнике сын князь Иван Осипович Пороша упомянут погибшим 16 июля 1530 года, в день смерти отца, что является ошибкой. У М. Г. Спиридова он показан погибшим в 1552 году при взятии Казани.